# Bazylianówka
Bazylianówka – jedna z dzielnic Lublina, leżąca w jego północnej części. Formalnie od 2006 roku należy do dzielnicy Ponikwoda, blisko granicy z Czechowem Północnym na zachodzie i Kalinowszczyzną (Osiedle Kolejarz). Granicę Bazylianówki wyznaczają mniej więcej: od zachodu aleja Spółdzielczości Pracy, od południa ul. Unicka, od wschodu ul. Walecznych i od północy nowo wybudowana ulica Węglarza.
Dzielnica ma głównie mieszkalny charakter (domki jednorodzinne). Na jej terenie znajdują się dom księży i cmentarz mariawicki oraz katolicka parafia pw. Niepokalanego Poczęcia Najświętszej Maryi Panny. W 2013 otwarto filię miejskiej biblioteki na Bazylianówce. Głównymi ulicami są Bazylianówka oraz Walecznych.